# Gaio Giunio Silano (console 17 a.C.)
Gaio Giunio Silano (in latino Gaius Iunius Silanus; 52 a.C. circa – dopo il 17 a.C.) è stato un magistrato romano, console dell'Impero romano.

## Biografia
Figlio di un ignoto Gaio Giunio Silano, a sua volta ipotizzato come figlio del triumvir monetalis del 91 a.C. Decimo Giunio Silano, Gaio sembra aver fatto parte di un ramo cadetto dell'illustre famiglia dei Iunii Silani.
Le notizie sulla sua carriera sono assai scarse. Forse presente in senato alla stesura del senatusconsultum de Mytilenaeis del 25 a.C. (anno in cui fu console l'ipotizzato cugino Marco Giunio Silano), l'unica notizia certa è il suo consolato, ricoperto per l'intero anno 17 a.C. insieme a Gaio Furnio: in questa carica, Silano presiedette ai Ludi Saeculares e fu il principale auctor di mozioni per ampliare la partecipazione alle celebrazioni e per immortalare i Ludi.
Molto improbabile appare un suo proconsolato in Asia ricoperto come ex-pretore prima del 17 a.C., come vorrebbe Atkinson, mentre Syme ipotizza che egli potesse essere il padre naturale del console del 7 d.C. Quinto Cecilio Metello Cretico Silano, adottato evidentemente nella famiglia dei Caecilii Metelli.